# ايلفير مالوكو
ايلفير مالوكو (بالكرواتية: Elvir Maloku)‏ (14 مايو 1996 برييكا في كرواتيا - ) هو لاعب كرة قدم كرواتي في مركز الهجوم. شارك مع منتخب كرواتيا تحت 17 سنة لكرة القدم ومنتخب كرواتيا تحت 18 سنة لكرة القدم ومنتخب كرواتيا تحت 19 سنة لكرة القدم ومنتخب ألبانيا تحت 21 سنة لكرة القدم. أما مع النوادي، فقد لعب مع هايدوك سبليت.

## وصلات خارجية
- ايلفير مالوكو على موقع الاتحاد الأوربي (الإنجليزية)
- ايلفير مالوكو على موقع قاعدة بيانات كرة القدم.إي يو (الإنجليزية)
- ايلفير مالوكو على موقع Soccerway.com (الإنجليزية)
- ايلفير مالوكو على موقع AS.com (الإسبانية)